# ジョン・キャンディ
ジョン・キャンディ（John Candy、本名：John Franklin Candy、1950年10月31日 - 1994年3月4日）は、カナダの俳優・コメディアン。

## 来歴
カナダ・トロントに生まれる。ポーランド系アメリカ人の両親は、ともに敬虔なカトリック教会の信徒であった。地元の学校へ在籍し、トロントのカトリック系男子校を卒業。在学中はフットボールに打ち込んだ。1970年代に入ると、クリストファー・プラマーやエリオット・グールドの映画などに端役で出演し始める。その後、即興コメディ劇団のセカンド・シティのトロント支部に参加。後に同劇団のバラエティ番組に出演してから人気に火が付き、多くのファンを生んだ。同番組においては脚本でエミー賞を獲得している。
1980年代に入ると、俳優としてのキャリアも着々と築き、スティーヴン・スピルバーグ監督の『1941』などに出演。その後出演したダン・エイクロイド、ジョン・ベルーシ主演の『ブルース・ブラザース』における刑事役やビル・マーレイ主演の『パラダイス・アーミー』で頭角を現した。ちなみにマーレイ主演の大ヒット作『ゴーストバスターズ』でリック・モラニス演じたルイス・タリーは、当初キャンディが第一候補に挙がっていた（同映画のレイ・パーカー・ジュニアの主題歌のプロモーションビデオにはキャンディも出演している）。役者としての地位も確立した1990年代に入ると、マコーレー・カルキン主演の『ホーム・アローン』やオリヴァー・ストーン監督の政治サスペンス映画『JFK』などの話題作にも顔を出している。1993年製作のジャマイカのボブスレーチームが1988年冬季オリンピックで功績を立てた実話を映画化した『クール・ランニング』では、チームの熱心なコーチ役を演じている。私生活においてはフットボール好きとしても知られ、1991年にカナダのフットボールチーム『トロント・アルゴノーツ』の共同オーナーにも就任している。また、一人娘のジェニファー・キャンディは、プロデューサー、女優としてカナダで活躍している。

### 死去
今後の活躍がさらに期待されていたが、1994年3月4日、就寝中の心臓発作により43歳の若さで亡くなる。遺作はマイケル・ムーアが監督したフィクションコメディ映画の『ジョン・キャンディの大進撃』で、同作品はキャンディの死後リリースされた。

## 主な出演作品
| 公開年 | 邦題 原題                                                                                            | 役名                               | 備考                 | 吹き替え                                                                                  |
| ------ | --- | ---------------------------------- | -------------------- | ----------------------------------------------------------------------------------------- |
| 1976   | ドムドム・ビジョン Tunnel Vision                                                                     | クーパー                           |                      |                                                                                           |
| 1976   | ボロ・コップ Find the Lady                                                                           | コペック                           |                      |                                                                                           |
| 1978   | サイレント・パートナー The Silent Partner                                                            | サイモンセン                       |                      | 玄田哲章（フジテレビ版）                                                                  |
| 1979   | ロスト・アンド・ファウンド Lost and Found                                                            | カーペンター                       |                      |                                                                                           |
| 1979   | 1941                                                                                                 | フォーリー上等兵                   |                      | 西尾徳（TBS版） 喜山茂雄（BD版）                                                          |
| 1980   | 第三の標的 Deadly Companion                                                                          | ジョン                             |                      |                                                                                           |
| 1980   | ブルース・ブラザース The Blues Brothers                                                              | マーサー刑事                       |                      | 小関一（フジテレビ旧録版・新録版） 楠見尚己（BD版）                                       |
| 1981   | パラダイス・アーミー Stripes                                                                         | オックス                           |                      | 島香裕（テレビ版） 不明（Netflix版）                                                      |
| 1981   | ヘビー・メタル Heavy Metal                                                                           | デン/ダン/デスク軍曹/ロボット      | アニメ映画、声の出演 |                                                                                           |
| 1983   | 大脱線 Going Berserk                                                                                 | ジョン・ブルギニョン               |                      |                                                                                           |
| 1983   | ホリデーロード4000キロ National Lampoon's Vacation                                                   | ラス                               |                      | 西尾徳（テレビ版）                                                                        |
| 1984   | スプラッシュ Splash                                                                                  | フレディ・バウアー                 |                      | 青野武（フジテレビ版） 田中英樹（Disney+版）                                              |
| 1985   | マイナー・ブラザース/史上最大の賭け Brewster's Millions                                              | スパイク・ノーラン                 |                      | かぬか光明（Netflix版）                                                                   |
| 1985   | セサミストリート ザ・ムービー/おうちに帰ろう、ビッグバード! Sesame Street Presents: Follow that Bird | 警官                               |                      |                                                                                           |
| 1985   | クレイジー・ファミリー 太陽がめいっぱい Summer Rental                                                | ジャック・チェスター               |                      |                                                                                           |
| 1985   | ピース・フォース Volunteers                                                                          | トム・タトル                       |                      |                                                                                           |
| 1986   | 私立ガードマン/全員無責任 Armed and Dangerous                                                        | フランク・ドゥーリー               |                      |                                                                                           |
| 1986   | リトル・ショップ・オブ・ホラーズ Little Shop of Horrors                                              | ウィンク・ウィルキンソン           |                      | 玄田哲章                                                                                  |
| 1987   | スペースボール Spaceballs                                                                            | バーフォロミュー“バーフ”           |                      | 安西正弘                                                                                  |
| 1987   | 大災難P.T.A. Planes, Trains & Automobiles                                                            | デル・グリフィス                   |                      | 安西正弘（フジテレビ版）                                                                  |
| 1988   | 大混乱 The Great Outdoors                                                                            | チェスター“チェット”・リプリー     |                      | 小林修                                                                                    |
| 1989   | ジョン・キャンディの 迷探偵ハリーにまかせろ?! Who's Harry Crumb?                                     | ハリー・クラム                     | 兼製作総指揮         |                                                                                           |
| 1989   | キャノンボール3 新しき挑戦者たち Speed Zone!                                                         | チャーリー・クロナン               |                      | 羽佐間道夫（VHS版） 石田太郎（TBS版）                                                     |
| 1989   | おじさんに気をつけろ! Uncle Buck                                                                     | バック・ラッセル                   |                      | 玄田哲章（ソフト版） かぬか光明（VOD版）                                                  |
| 1990   | ハーレーダビッドソン&クレイジーライダー Masters of Menace                                            | トラック運転手                     |                      |                                                                                           |
| 1990   | ビアンカの大冒険 ゴールデン・イーグルを救え! The Rescuers Down Under                                 | ウィルバー                         | 声の出演             | 玄田哲章                                                                                  |
| 1990   | ホーム・アローン Home Alone                                                                          | ガス・ポリンスキー                 |                      | 玄田哲章（ソフト版） 屋良有作（フジテレビ版） 銀河万丈（テレビ朝日版） 不明（機内上映版） |
| 1991   | 絶叫屋敷へいらっしゃい Nothing But Trouble                                                           | デニス/エルドナ                    |                      | 玄田哲章                                                                                  |
| 1991   | 恋の時給は4ドル44セント Career Opportunities                                                         | C・D・マーシュ                     | クレジットなし       | 麦人                                                                                      |
| 1991   | オンリー・ザ・ロンリー Only The Lonely                                                               | ダニー・マルドゥーン               |                      | 玄田哲章                                                                                  |
| 1991   | ジョン・キャンディの夢におまかせ Delirious                                                           | ジャック・ゲーブル                 |                      | 安原義人                                                                                  |
| 1991   | JFK                                                                                                  | ディーン・アンドリュース・ジュニア |                      | 笹岡繁蔵（ソフト版） 増岡弘（テレビ朝日版）                                               |
| 1992   | モンテカルロ殺人事件 Once Upon a Crime                                                               | オーギー・モロスコ                 |                      | 屋良有作                                                                                  |
| 1993   | がんばれ!ルーキー Rookie of the Year                                                                 | クリフ・マードック                 | クレジットなし       | 玄田哲章                                                                                  |
| 1993   | クール・ランニング Cool Runnings                                                                     | アービング・ブリッツァー           |                      | 樋浦勉（ソフト版） 玄田哲章（日本テレビ版） 不明（機内上映版）                            |
| 1994   | ビッグ・ランニング Wagons East!                                                                      | ジェームズ・ハーロウ               | 没後に公開           |                                                                                           |
| 1995   | ジョン・キャンディの大進撃 Canadian Bacon                                                            | バド・ブーマー                     | 遺作                 | 樋浦勉                                                                                    |